# سرعوبية
سُرْعوبيَّة ويسمى عادةً بالقنب اللاسع أو النبات القراص أو الجَمْلَج أو الجُمْلُوج أو الجِمْلَاج أو رأس الهرّ أو رأس الهر (الاسم العلمي: Galeopsis)، جنس نبات حولي مواطنه الأصلية في أوروبا وآسيا. جُنسة بعض الأنواع في أمريكا الشمالية ونيوزيلندا.